# Vi kamrater haft som hårt ha kämpat
Vi kamrater haft som hårt ha kämpat är en sång med text från 1896 och musik från 1882 av Frederick Booth-Tucker.

## Publicerad i
- Frälsningsarméns sångbok 1929 som nr 554 under rubriken "Högtider och särskilda tillfällen - Begravning".
- Frälsningsarméns sångbok 1968 som nr 575 under rubriken "Evighetshoppet".
- Frälsningsarméns sångbok 1990 som nr 713 under rubriken "Framtiden och hoppet".